# Fist for Fight
Fist for Fight è il primo album della band svedese power metal Sabaton. Fu registrato, a solo scopo promozionale, dalla etichetta italiana Underground Symphony nel 2001.

## Tracce
1. Introduction – 0:53
2. Hellrider – 3:45
3. Endless Night – 4:48
4. Metalizer – 4:42
5. Burn Your Crosses – 5:27
6. The Hammer Has Fallen – 5:46
7. Hail to the King – 4:09
8. Shadows – 3:32
9. Thunderstorm – 3:07
10. Masters of the World – 3:57
11. Guten Nacht – 1:11

Traccia bonus della riedizione 2007
1. Birds of War – 4:53

## Formazione
- Joakim Brodén – voce
- Rickard Sundén – chitarra
- Oskar Montelius – chitarra
- Pär Sundström – basso
- Daniel Mÿhr – tastiere
- Daniel Mullback – batteria